# Mohamed Charinda
Mohamed Wasia Charinda (* 1947 Nakapanya in Tansania; † 12. August 2021) war ein tansanischer Maler der Tingatinga-Malerschule.

## Leben
Mohamed Charinda wurde 1947 im Dorf Nakapanya geboren. Dieses liegt im Distrikt Tunduru in der Region Ruvuma im Süden von Tansania, nahe der Grenze zu Mosambik. Er wuchs mit zehn Geschwistern auf, besuchte vier Jahre lang die Grundschule und half bei der Feldarbeit. Als Berufssoldat diente er vier Jahre in Arusha, Songea und Daressalam. Danach arbeitete er zwei Jahre als Mechaniker. Bei Verwandten, die als Tingatinga-Maler arbeiteten, hatte er den ersten Kontakt zu dieser Kunstrichtung. Charinda war verheiratet und hatte 7 Kinder. Er starb am 12. August 2021.

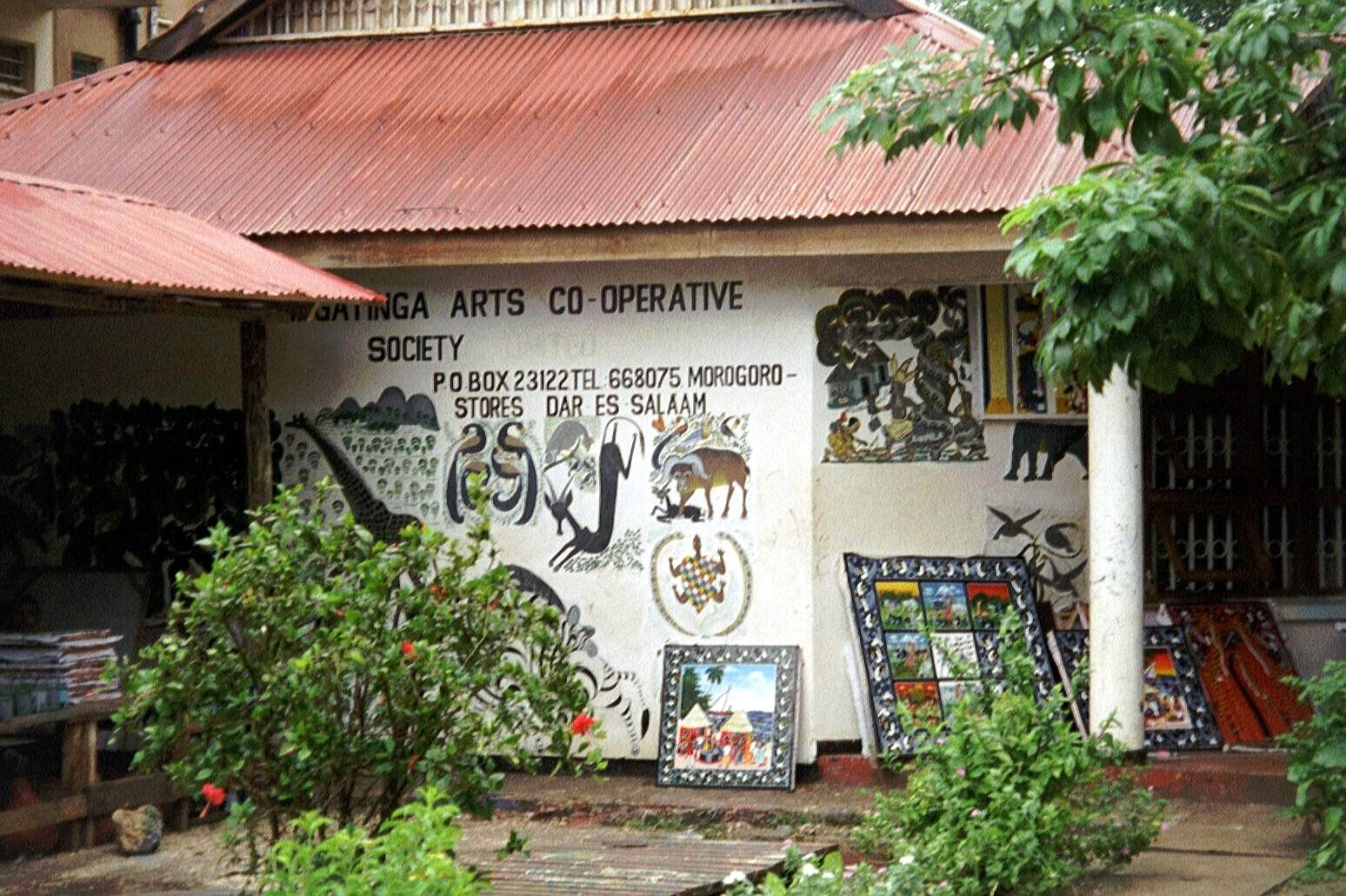
Haus der Tingatinga-Künstlerkooperative in Daressalam

## Zum Werk
Mohamed Charinda begann 1975 kurz nach dem Tod von Edward Tingatinga als Lehrling von Hashim Mruta in der Tingatinga-Kooprative in Daressalam zu malen. Im Gegensatz zu seinen Kollegen, die hauptsächlich idealisierte Szenen der ostafrikanischen Tierwelt malten, beschäftigte er sich mit komplexen Szenen des ländlichen und städtischen Lebens, mit Volksmärchen der Makua und mit historischen Ereignissen wie dem Sklavenhandel. Vor allem die Interpretation alter afrikanische Legenden mit Geisterwesen von Verbrechern, die zu einem Mensch-Tier-Dasein verurteilt sind, machen sein Werk unverwechselbar. Zu seinen Themen zählen auch Ehebruch, Polizeigewalt, die harte tägliche Arbeit sowie die Ungleichheit der Geschlechter. Während die Bildformate der klassischen Tingatinga-Malerei durch die Verwendung fertiger Masonitplatten vorgegeben waren, begann Charinda auf Leinwand zu malen und öffnete damit neue Möglichkeiten.

## Ausstellungen
Seine erste Ausstellung außerhalb Tansanias war 2005 in Italien. Seine Bilder wurden 2008 im British Museum gezeigt. Christopher Spring, der Kurator der dortigen Sainsbury African Galleries, stellt ihn im Buch Angaza Africa vor. Bei der Ausstellung 2017 in Paris wird er auch im Ausstellungsbuch Tresors de L'Islam en Afrique: De Tombouctou a Zanzibar (Schätze des Islam in Afrika: Von Timbuktu bis Sansibar) beschrieben.  Im Jahr 2022 wurden seine Werke in Ausstellungen in Tschechien, Belgien und Italien gezeigt.